# Усть-Бугалыш
Усть-Бугалы́ш — деревня в Красноуфимском округе Свердловской области.

## География
Усть-Бугалыш расположен на обоих берегах реки Бугалыш, в 36 километрах к югу от административного центра округа и района — города Красноуфимска.

### Часовой пояс
Усть-Бугалыш как и вся Свердловская область, находится в часовой зоне МСК+2. Смещение применяемого времени относительно UTC составляет +5:00.

## Население
| 2002 | 2010 | 2021 |
| ---- | ---- | ---- |
| 296  | ↘256 | ↘174 |

## Улицы
В Усть-Бугалыше четыре улицы: Береговая, Лесная, Новая и Советская.